# Tuomas Määttä
Tuomas Määttä, född 17 april 1996 i Vanda, är en finsk bandyspelare som spelar för SKA Neftjanik i Ryska superligan och finska landslaget.
Määttä var årets bästa herrspelare i Sverige på säsongen 2019–2020. Han var första finska och bara den andra utländska spelaren att få utmärkelsen.
Määttäs bröder Tommi Määttä och Teemu Määttä är också bandyspelare. De är söner till förre bandyspelare och bandytränare Esa Määttä.
Määttä visade ett aktivt stöd för ryska invasionen av Ukraina innan matchen mellan SKA Neftyanik och Dynamo Moskva genom att frivilligt ställa upp i Z-formation tillsammans med övriga spelare. Han har dock i efterhand kommenterat och bett om ursäkt för händelsen genom att betona att han vid tillfället inte var medveten om Z-formationens innebörd.